# ビリン

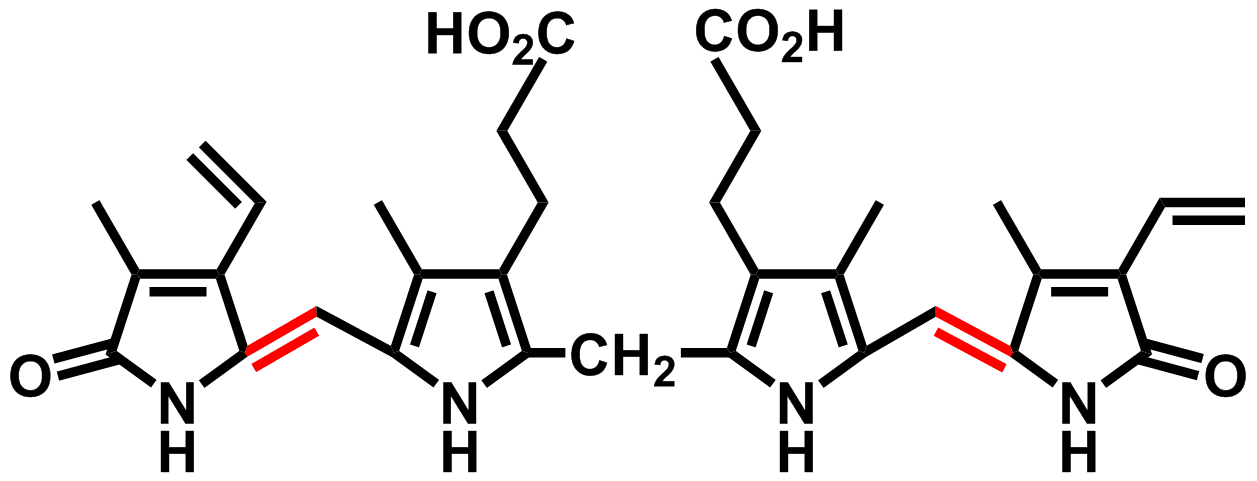
ビリルビンの例。黄色のビリン色素で、体内でヘムが分解されてできる。

ビリン（英語: bilin）（ビラン又は胆汁色素）はポルフィリン類の代謝物としてたくさんの臓器で生成される生化学的な色素である。ビリン（ビリクロムとも呼ばれる）は、ヒトの胆汁（バイル）から名付けられたが、これらの物質はより下等な脊椎動物、無脊椎動物、紅藻、緑色植物、シアノバクテリアからも発見されている。ビリン類は、赤色、オレンジ色、黄色、茶色、青色、緑色を呈することができる。

## 構造
化学的にはビリン類は4つのピロール環（テトラピロール）が直線状に連なっている。ヒトの代謝においてはビリルビンはヘムの分解生成物である。ヒドロキシメチルビランは、ポルフォビリノーゲン（PBG）と（ポルフォビリノーゲンデアミナーゼとして知られている）ウロポルフィリノーゲンI合成酵素との生化学反応の主要生成物である。
ビリルビンは代表的な胆汁色素であり、破壊された赤血球から遊離したヘモグロビンのタンパク質部分から切り離されたヘムが、肝臓の細胞で黄色のビリルビンに変化したものである。ヒトに一般的なビリン系統のその他の胆汁色素は、尿中のウロビリン（黄色）、ヘム分解の最初の代謝物であるビリベルジン（緑色）、大便中のステルコビリン（茶色）などがある。 

## ビリンを持つ生物
紅藻、植物中の光合成色素フィコシアニンの発色団であるフィコシアノビリンは動物で発見されている。植物においてもビリン類は光受容体タンパク質であるフィトクロムの光色素として利用されている。
無脊椎動物のビリンの例として、ツユグモの緑色のもとであるミクロマタビリンがある。

## 主な種類
- ビリルビン
- ビリベルジン
- ウロビリン
- ステルコビリン
- フィコビリン